# 裕民坊
裕民坊（英語：Yue Man Square）位於香港九龍觀塘市中心，為區內昔日著名購物街道。裕民坊原指裕民坊街道兩旁及裕民坊公園，現時普遍指觀塘市中心重建項目一大型重建項目凱匯及其附屬新落成商場：裕民坊。

## 歷史

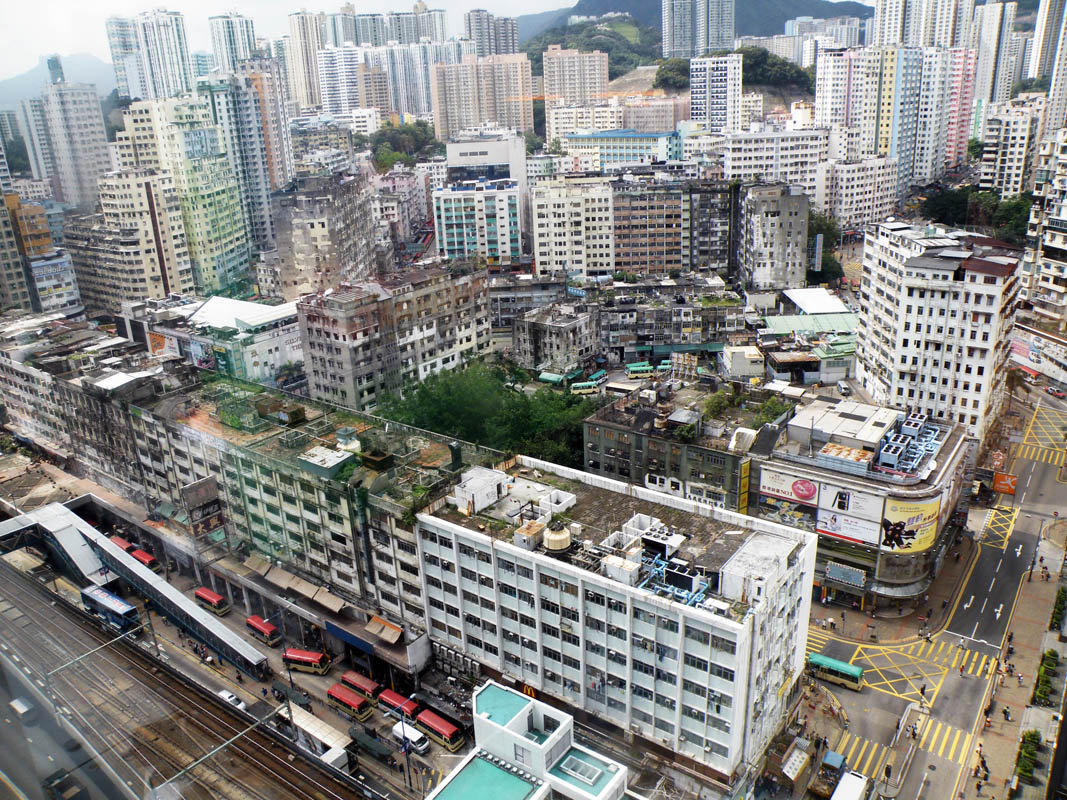
鳥瞰尚未重建的裕民坊 (2010年7月)

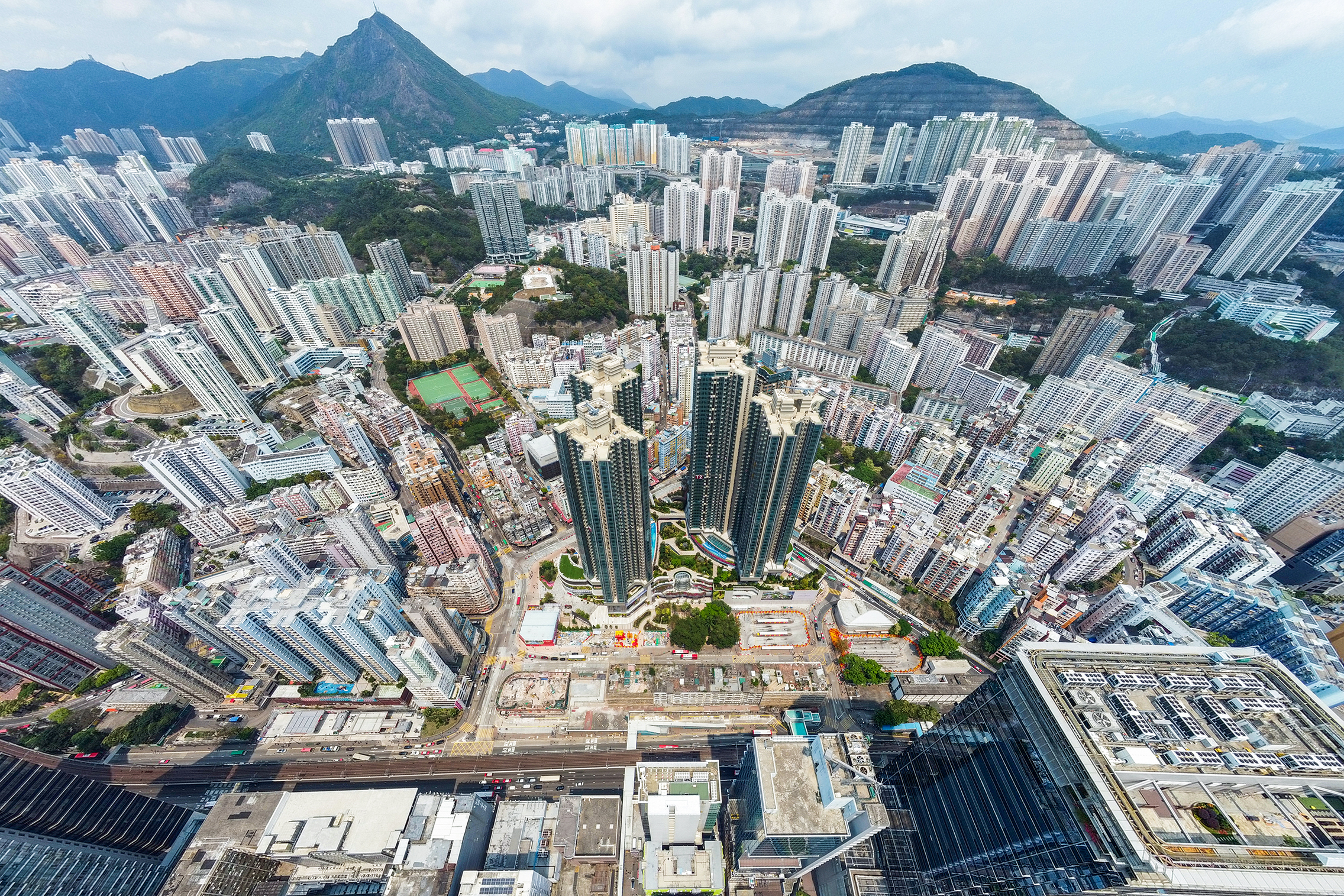
重建後的住宅凱匯，前方的裕民坊一帶建築物陸續拆卸（2021年4月）

1950年代前，裕民坊末發展前是官塘灣內的一個小海灣，名為深灣，位於牛頭角和官塘之間，有農民在鱷魚山和月華街山崗之間的谷地以耕種為生。1947年，政府將晒草灣土地給予亞細亞火油公司興建儲油庫，因為改於深灣對開海面即現今開源道一帶傾倒垃圾，該處逐漸堆積成一個垃圾池。國共內戰期間有大陸難民聚居於此，收集垃圾變賣為生。1950年代，政府開始發展牛頭角和官塘，1954年，由佐敦谷至深灣的牛頭角道落成。1955年，政府開始在官塘灣填海發展工業區，並將道路延伸至亞細亞火油公司晒草灣儲油庫，政府改於荃灣醉酒灣傾倒垃圾、205間寮屋戶徙置到牛頭角福華村。
在1950年代末及1960年代初，位於當時的觀塘社區心臟地帶的裕民坊已開始發展。而到了1990年代，林立的商舖更擴展至鄰近的各個街道（如物華街、輔仁街、仁愛圍、同仁街），包括銀行、金舖、時裝店、沖印店、當鋪、書店、超級市場、戲院、食肆等，每一條街都有其獨特的色彩。
例如物華街過去就以金舖及銀行的集中而著名。此外該處更設有多間食肆，提供各類的中式美食，例如花園餐廳、粵菜及潮菜等。市民亦可以沿著裕民坊探索該區的舊風貌，又或在附近的apm購物。

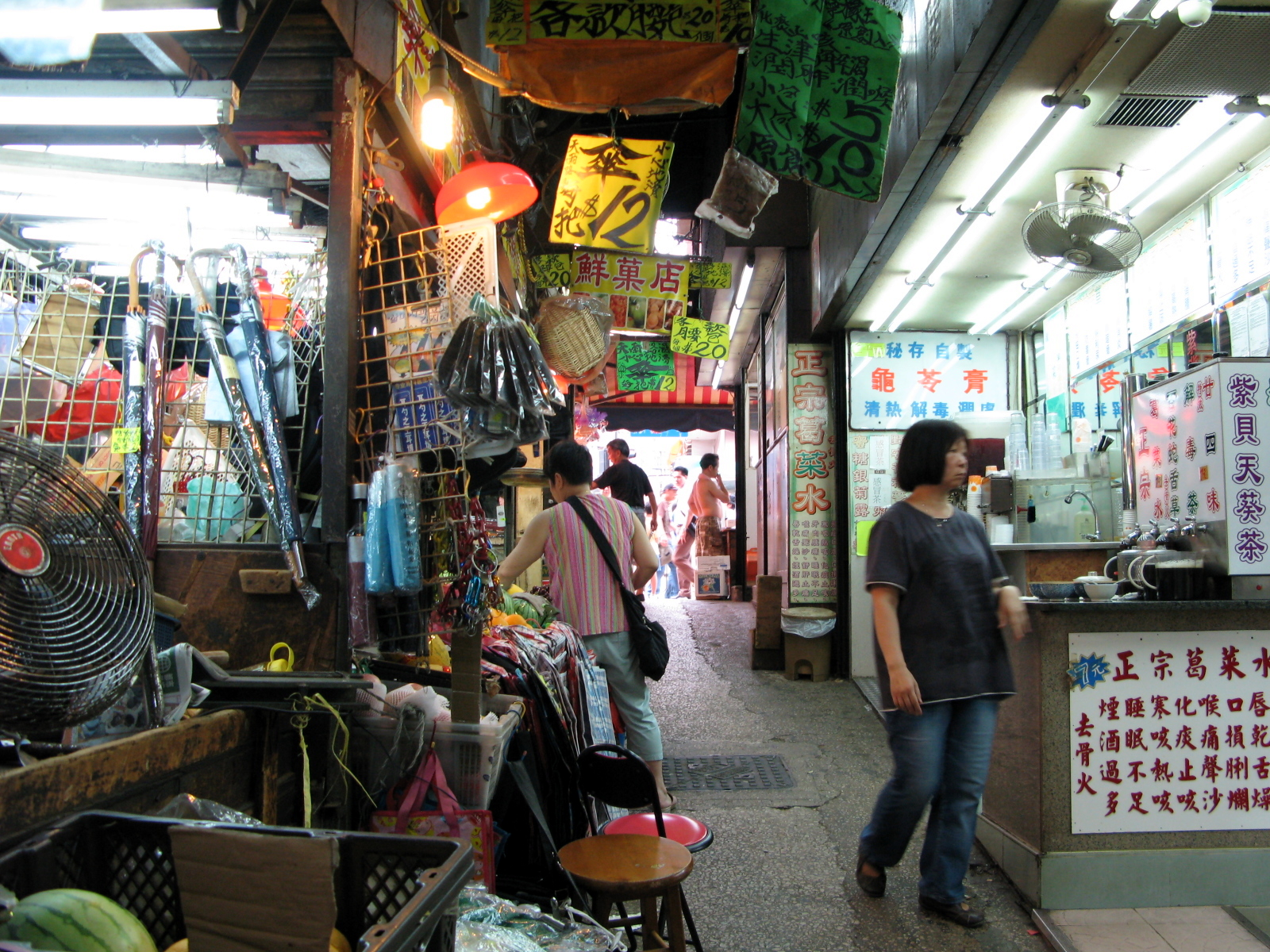
裕華大廈的商舖

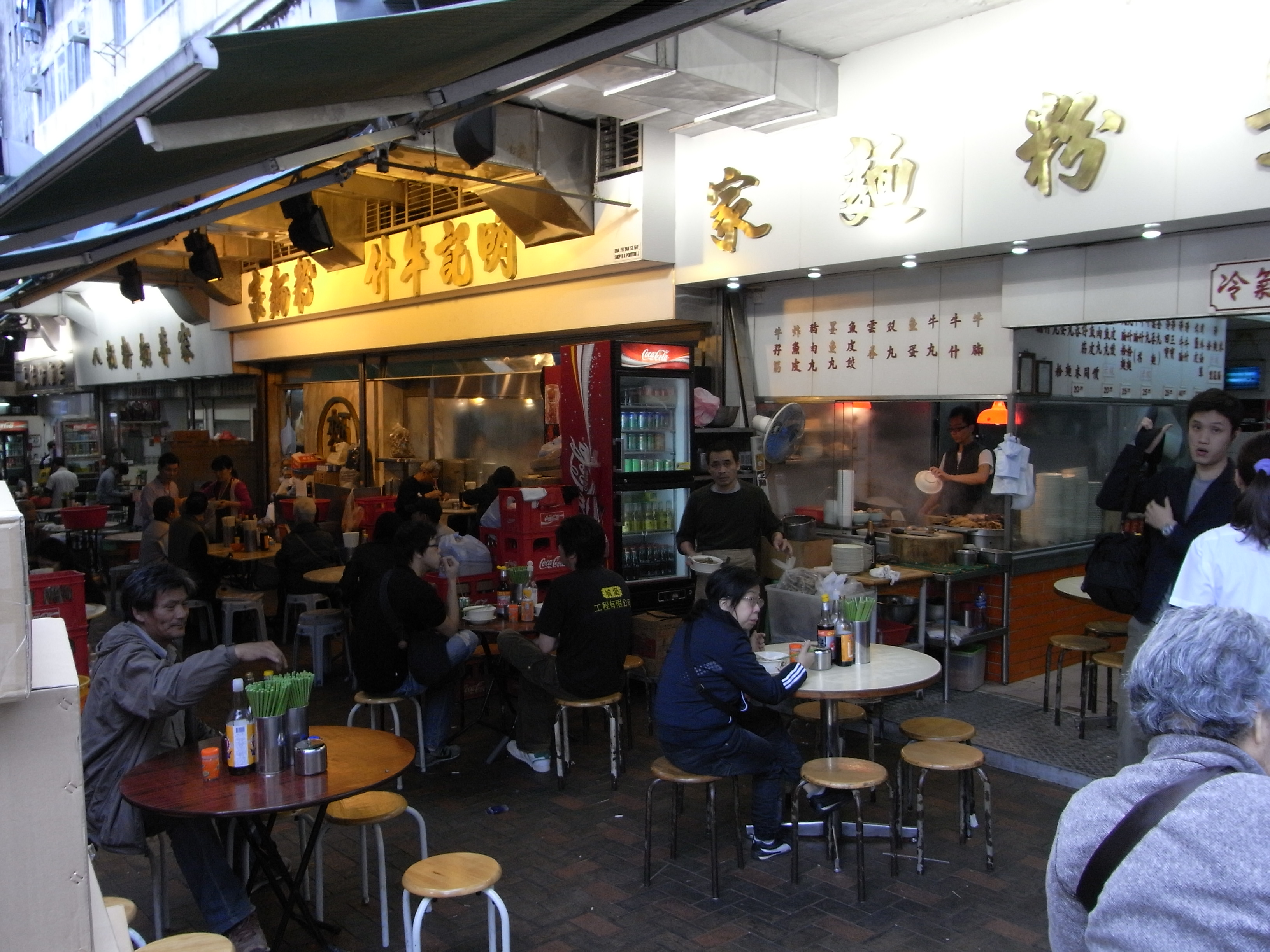
一列使用手寫字招牌的商戶

而裕華大廈、國泰大樓一帶有包羅萬有的街坊小店和攤檔，地面有五金店、涼茶鋪、生果檔、時裝店、家具店、牛雜檔、報紙檔、漁具店、鐘表行、影印店、賀卡店、影碟鋪。樓上則有健身院、跌打醫館、髮型屋及芬蘭浴等。這些大廈地下設有小巷，連接裕民坊與觀塘道。區內亦可見在觀塘較著名的書法家曹華安所書寫的招牌。

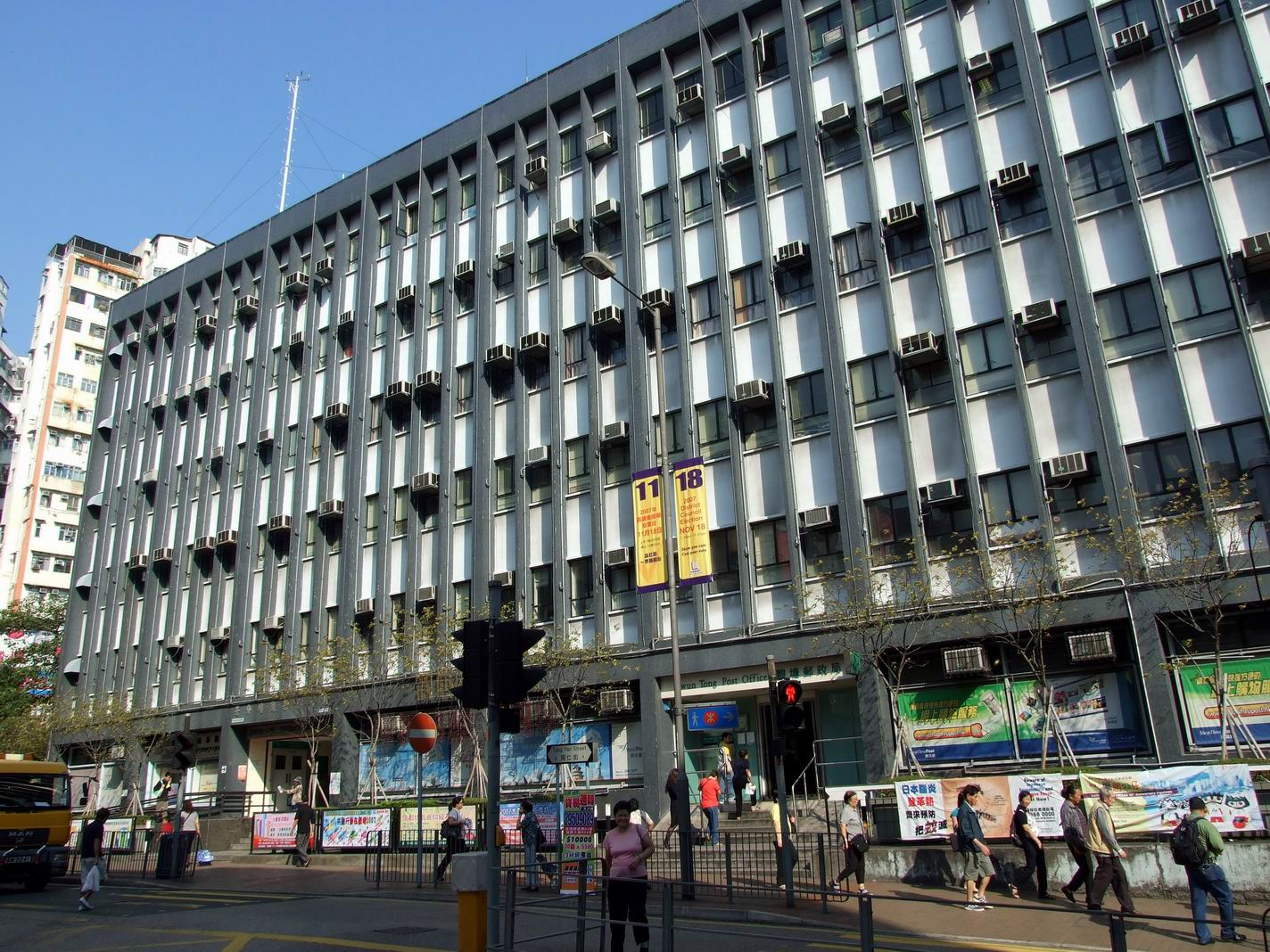
政府合署觀塘分署

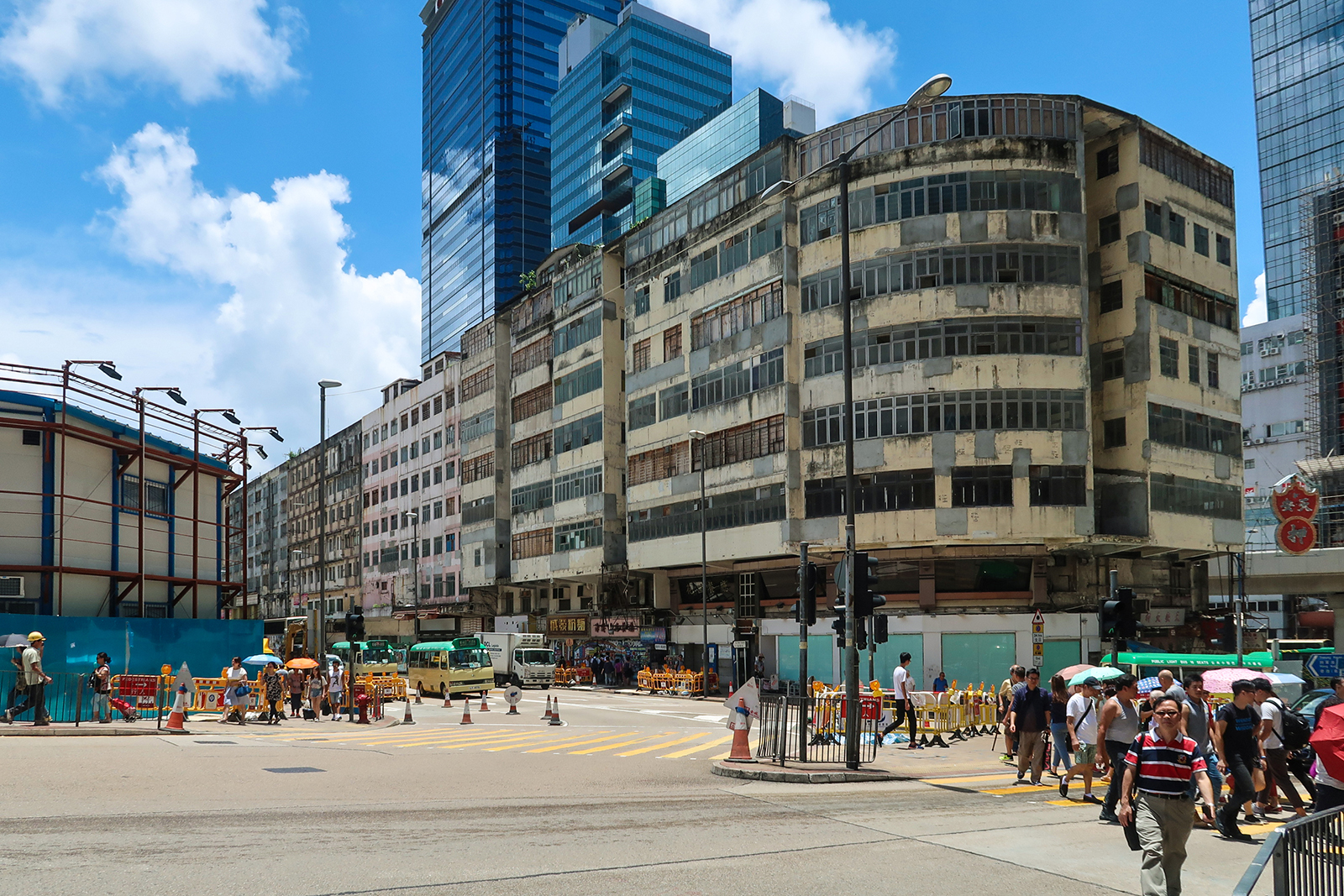
裕民大廈

### 重建計劃

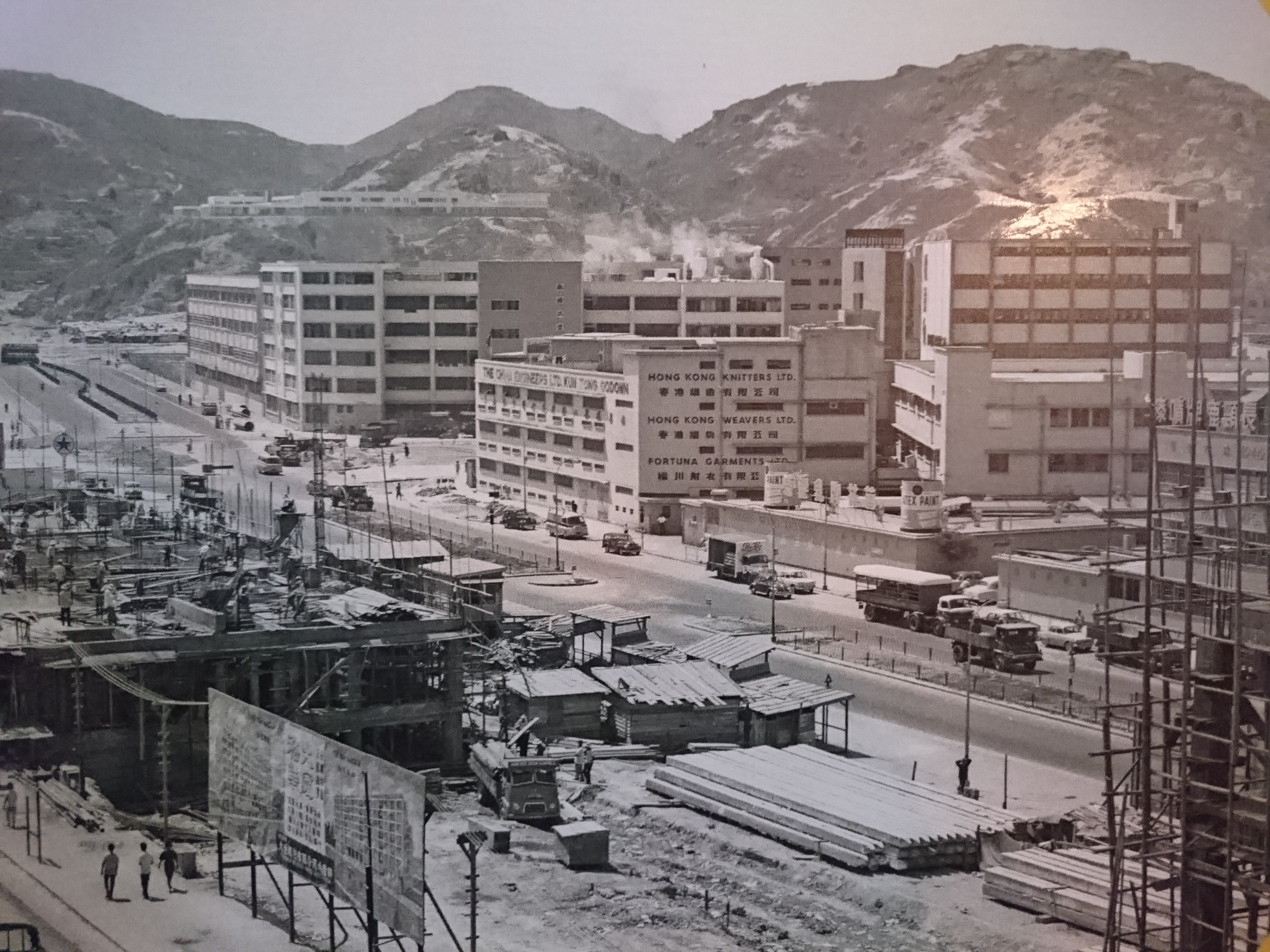
開發初期的裕民坊
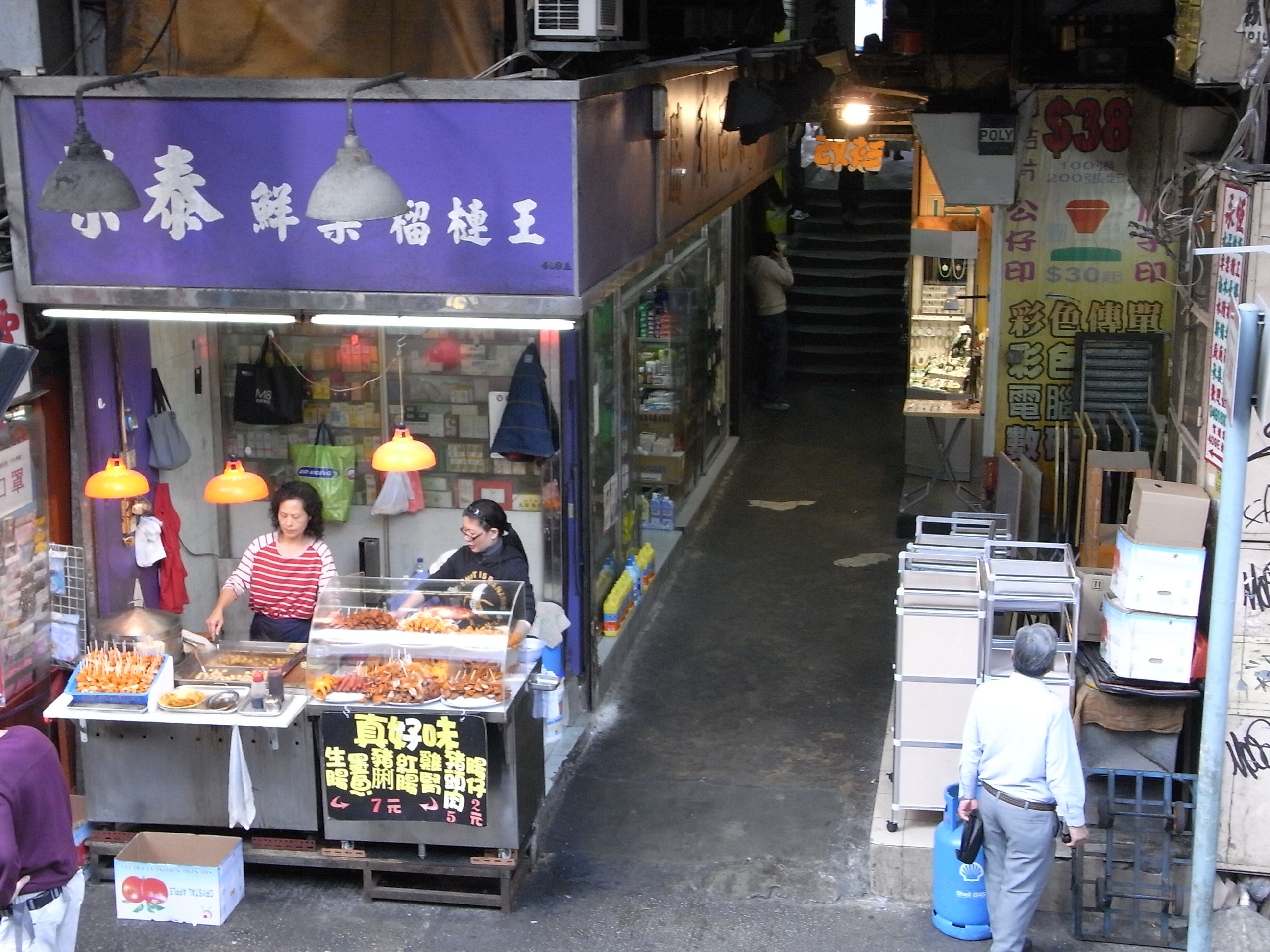
面向觀塘道的地舖（2010年）
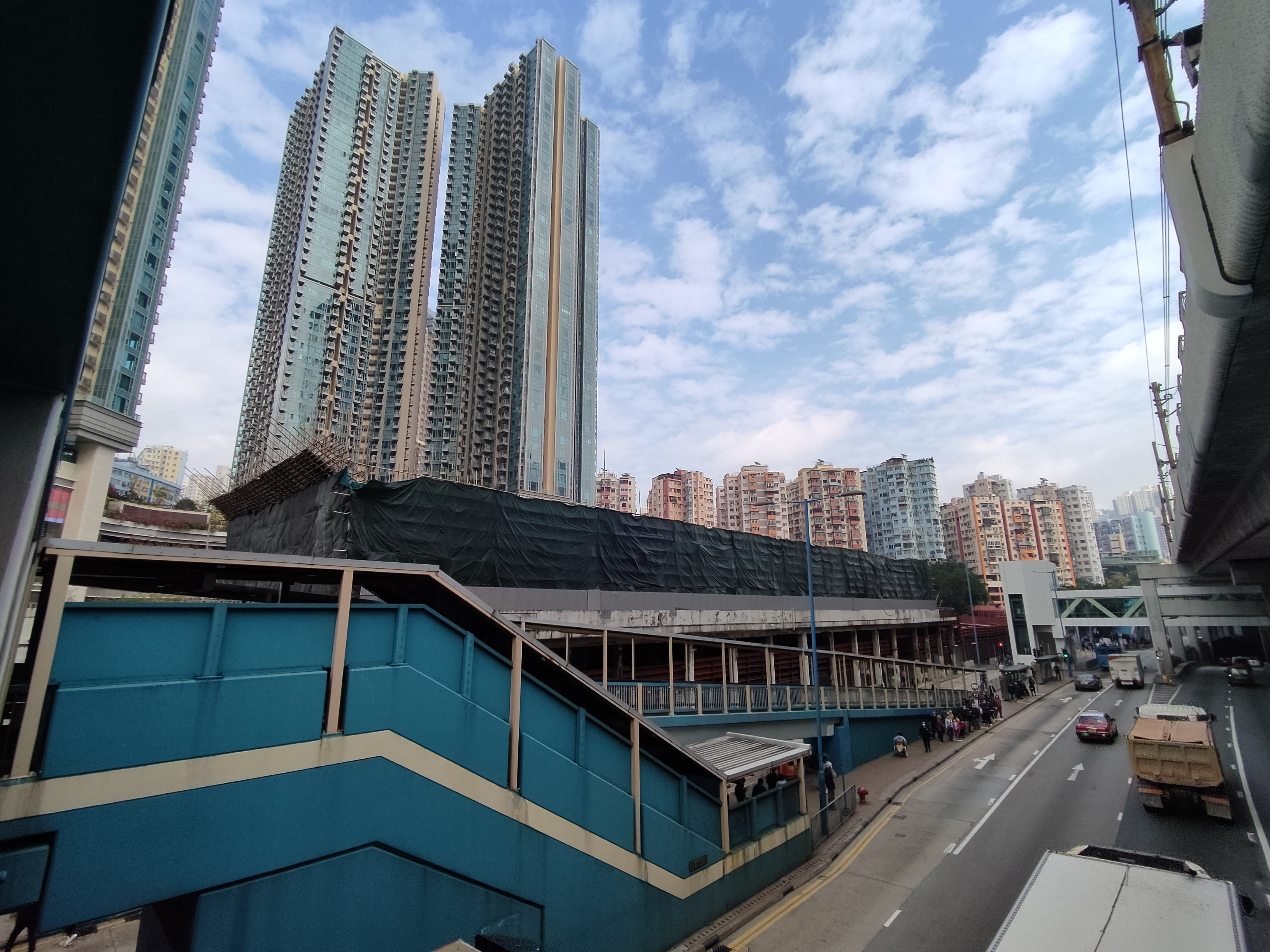
接近完成清拆的裕民坊，剩餘小巴總站上蓋（2021年12月）
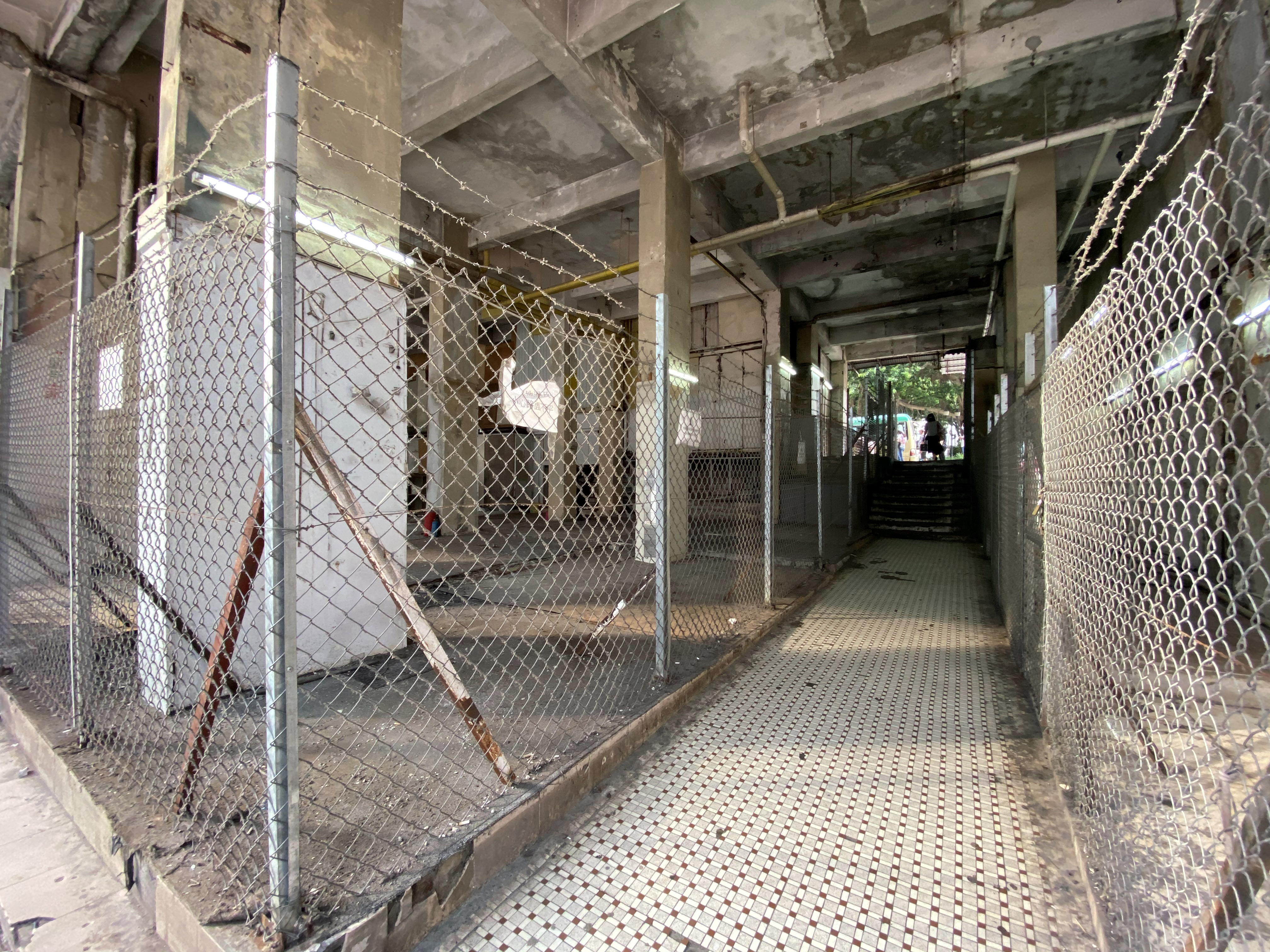
市建局收回裕華大廈地舖後，可見樓下原有的空間和大樓梯

## 著名商店
- 麥當勞（1981年開業即打破全球麥當勞單日最多惠顧人次紀錄；1992年更躋身全球10間最繁忙的麥當勞之列[9]，於2017年8月30日晚上8時結業，搬遷到鱷魚恤中心[10][11][12][13][14]）
- 美心快餐（已結業，搬遷到康寧道冠天閣，改為美心MX）
- 大快活（已結業，搬遷到康寧道晨光大廈）
- 大班麵包西餅（已結業，搬遷到物華街）
- 寶聲娛樂場（已結業）
- 銀都戲院（1963年開業，2009年7月9日結業[15]）：由「銀都集團」經營，本來佔盡整幢的銀都戲院大廈，座位過千，現時戲院只佔用二樓的北面，其餘空間租予Neway、渣打銀行、實惠家品及一些零星小舖。
- 香港上海滙豐銀行觀塘分行：是少數留存佔用整幢大廈的分行。（已結業，搬遷到開源道王子大廈）
- 恆生銀行觀塘分行（已結業，搬遷到開源道）
- 中銀香港觀塘分行（已結業，搬遷到開源道觀塘廣場）
- 百佳超級市場（輔仁街分店）

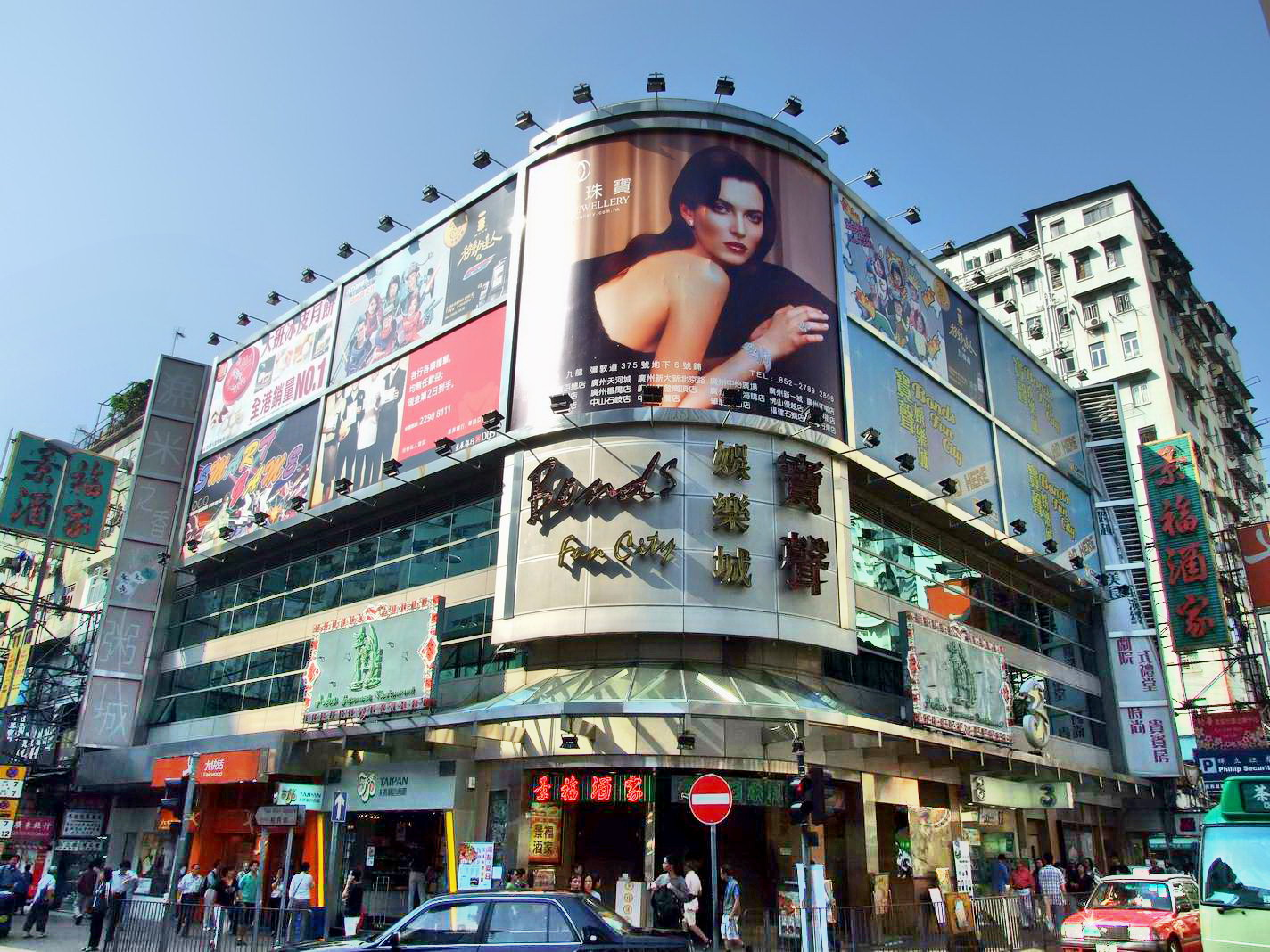
寶聲娛樂場
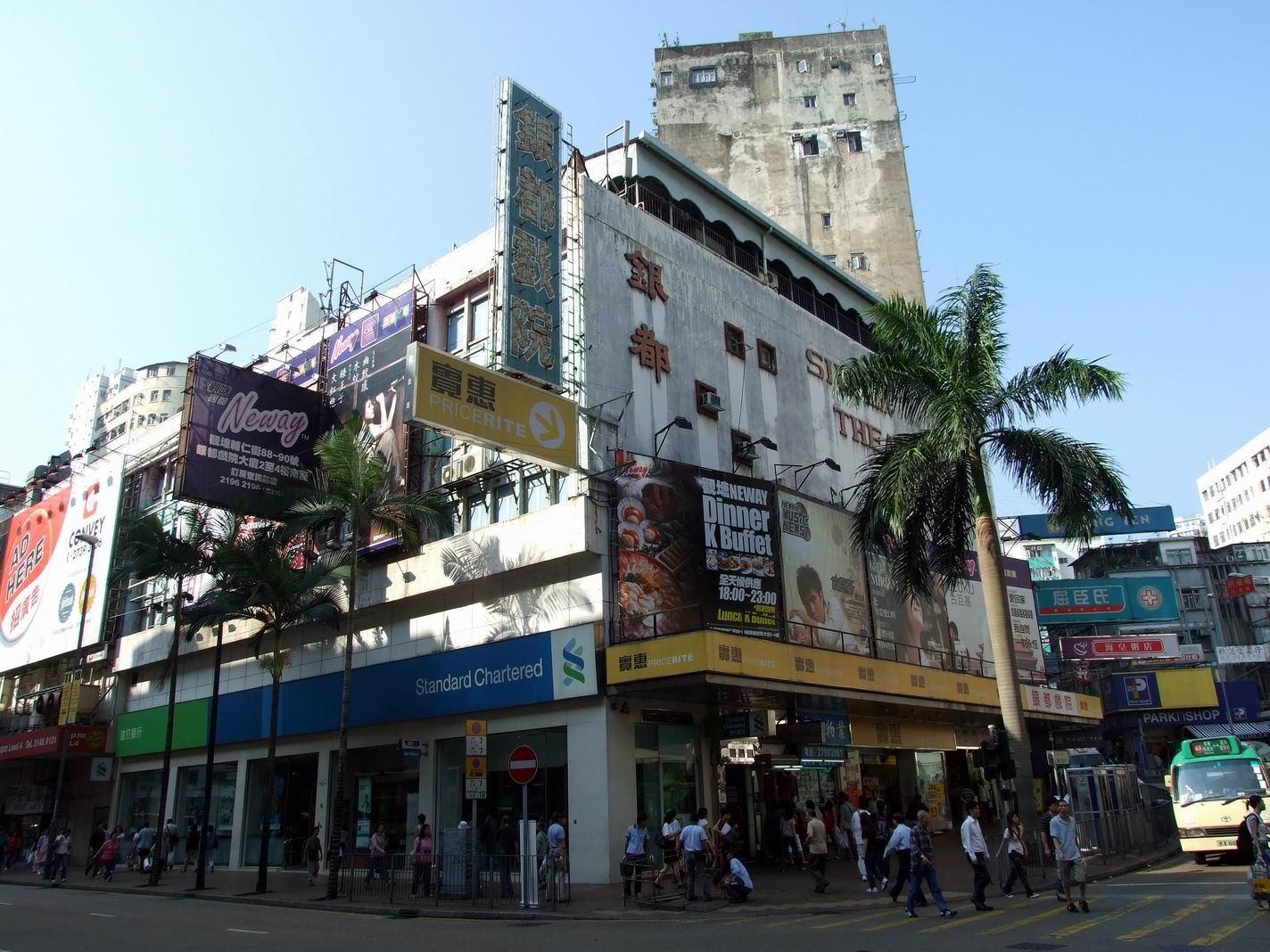
銀都戲院
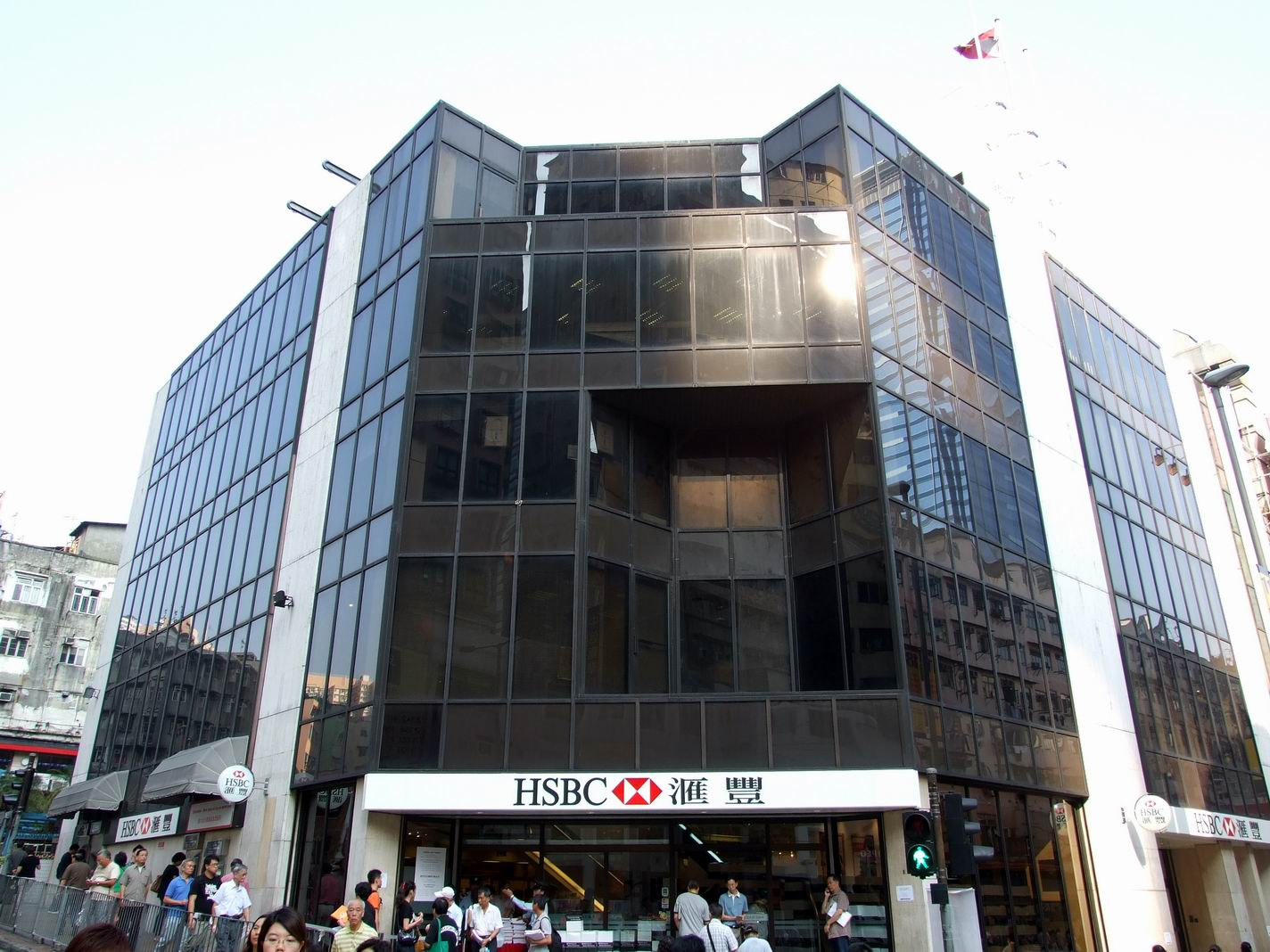
滙豐觀塘分行
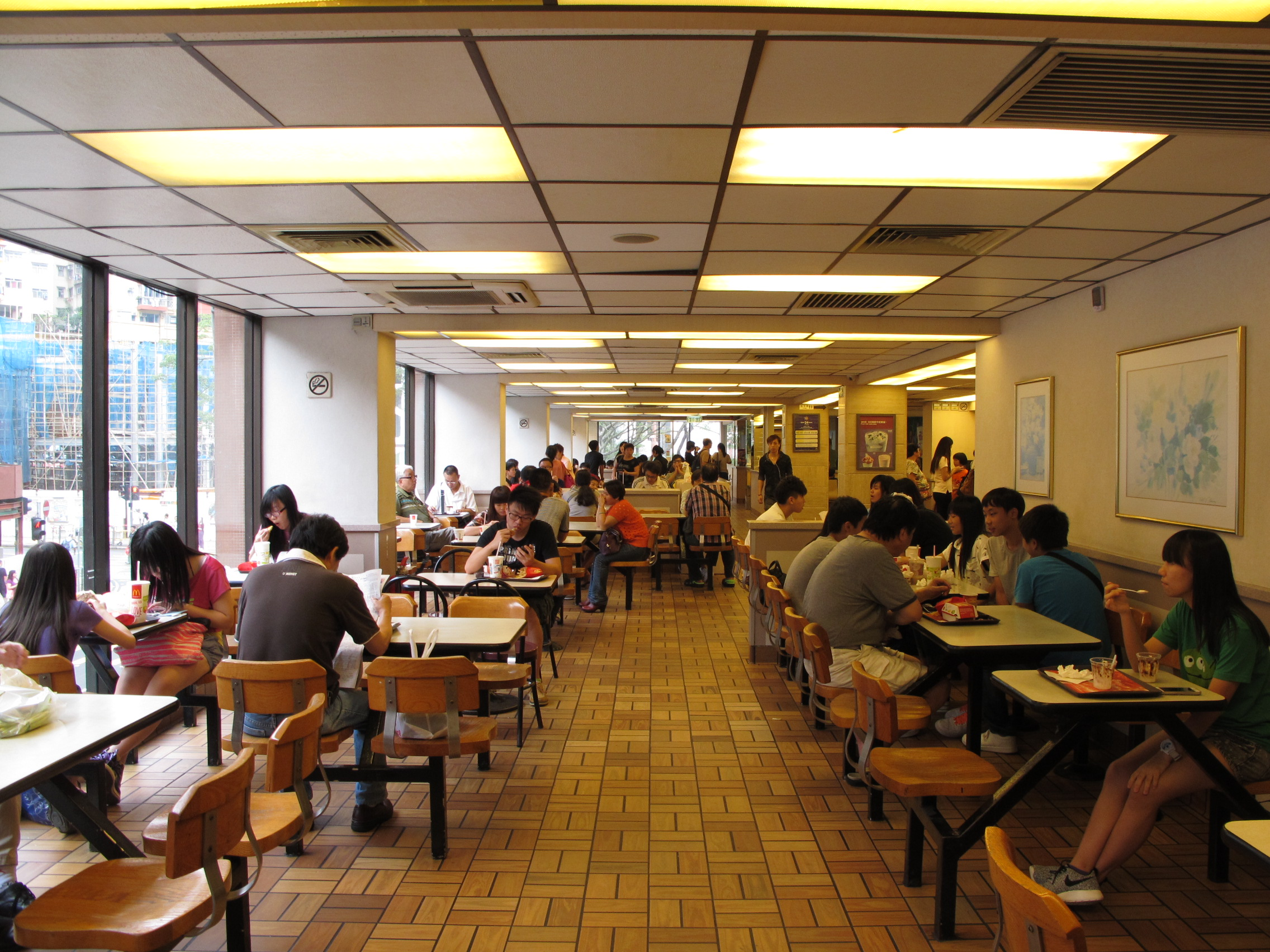
1981年開業的麥當勞設經典轉櫈，並於2017年8月30日晚上8時結業

## 附近建築
- 創紀之城五期（東亞銀行中心）
- apm商場
- 瑞和街市政大廈
- 觀月·樺峯

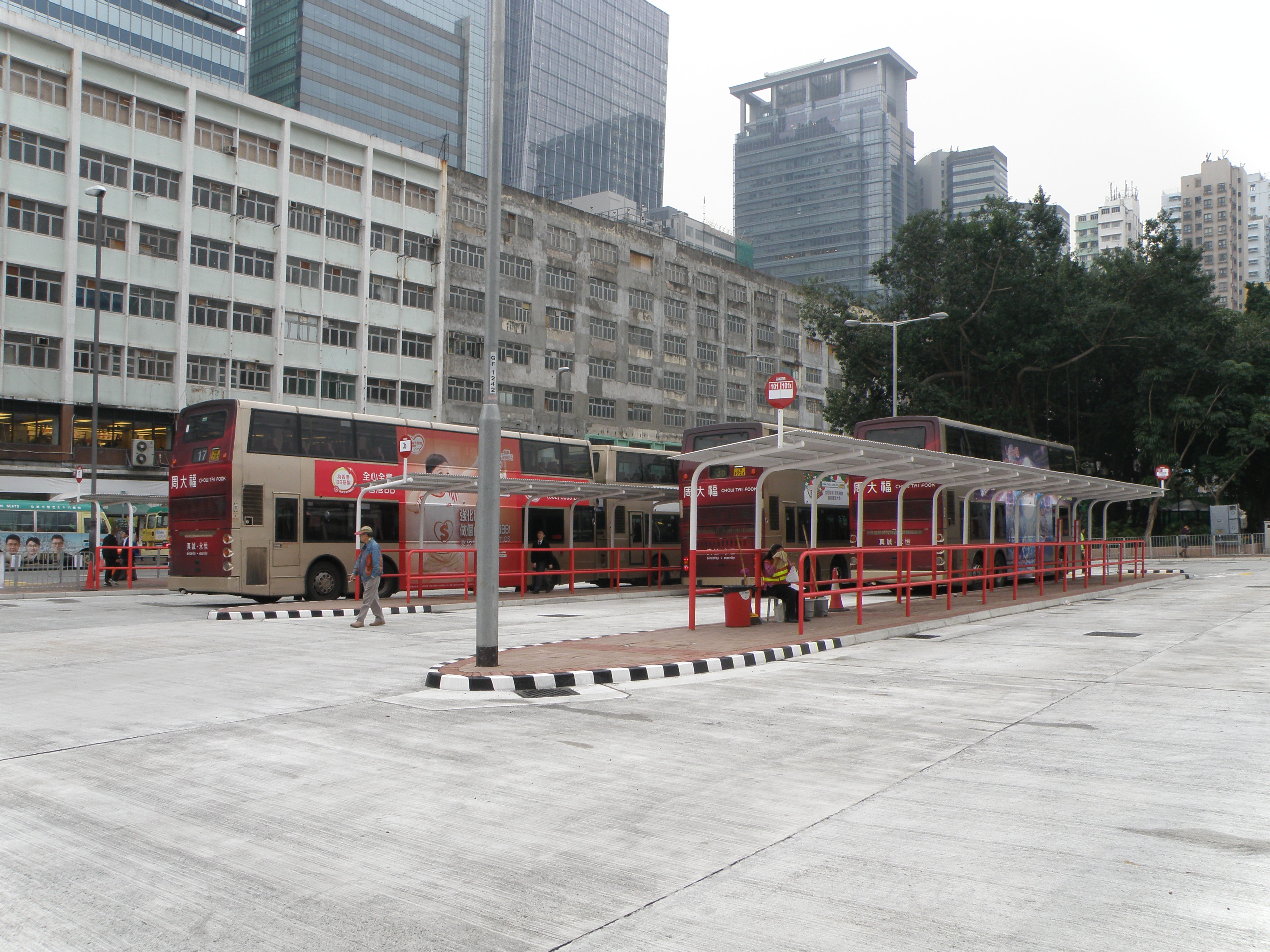
港鐵觀塘綫觀塘站（位於裕民坊之東南方）
- 裕民坊公共運輸交匯處
- 凱滙及裕民坊 (商場)
- 裕民坊休憩花園
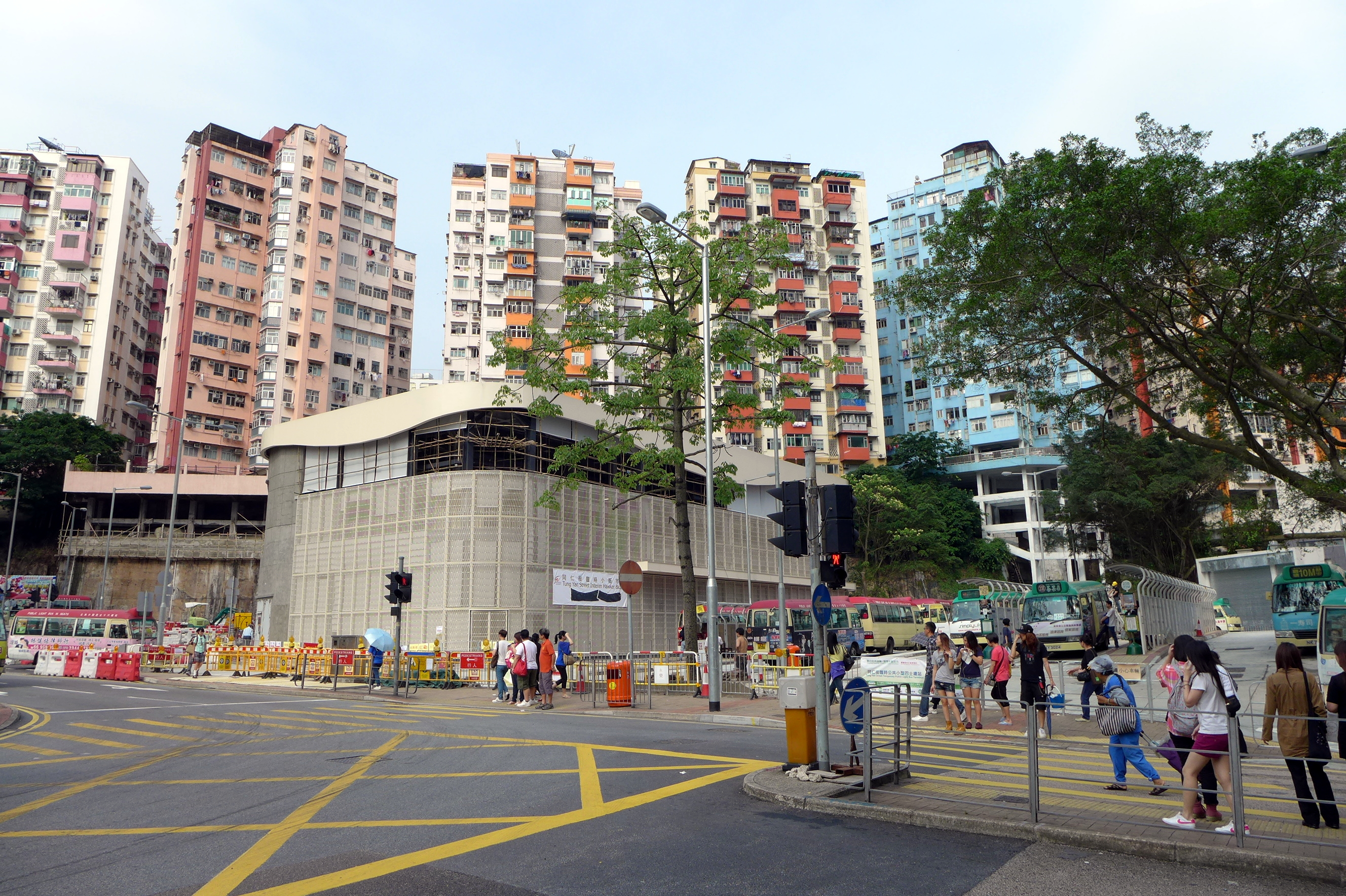
同仁街臨時小販市場
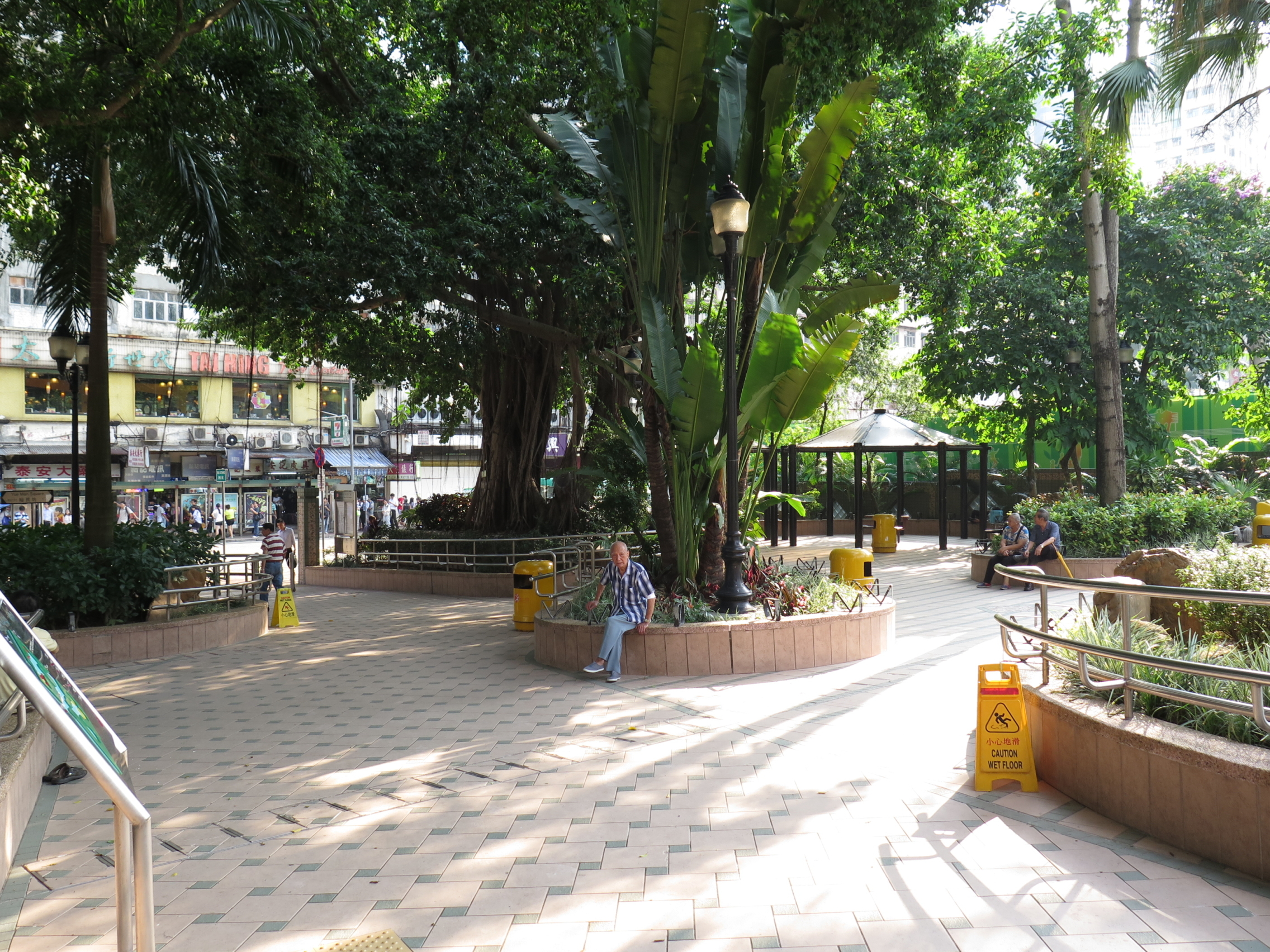
觀塘裕民坊公園
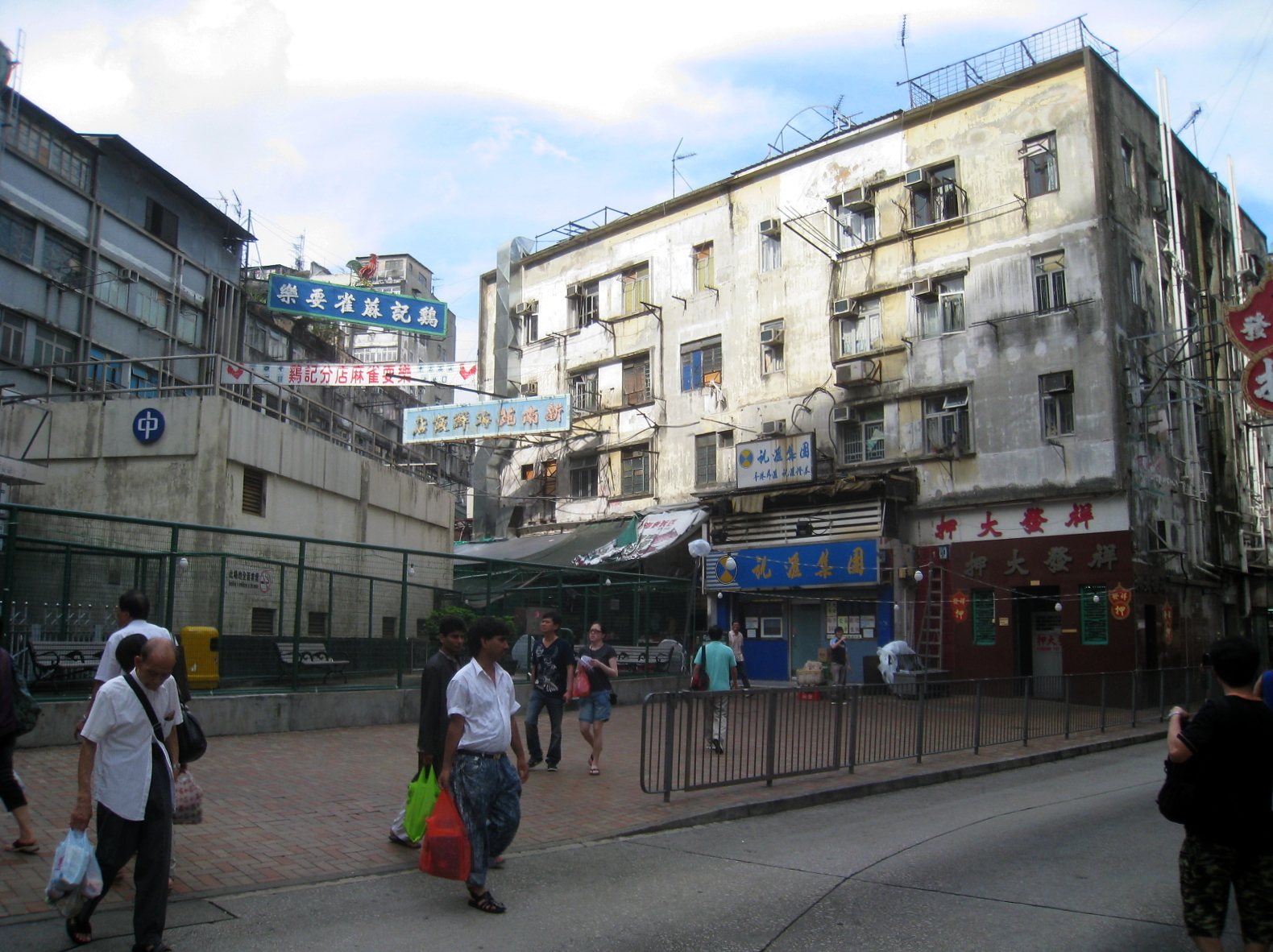
華義樓對出的休憩處（2009年）
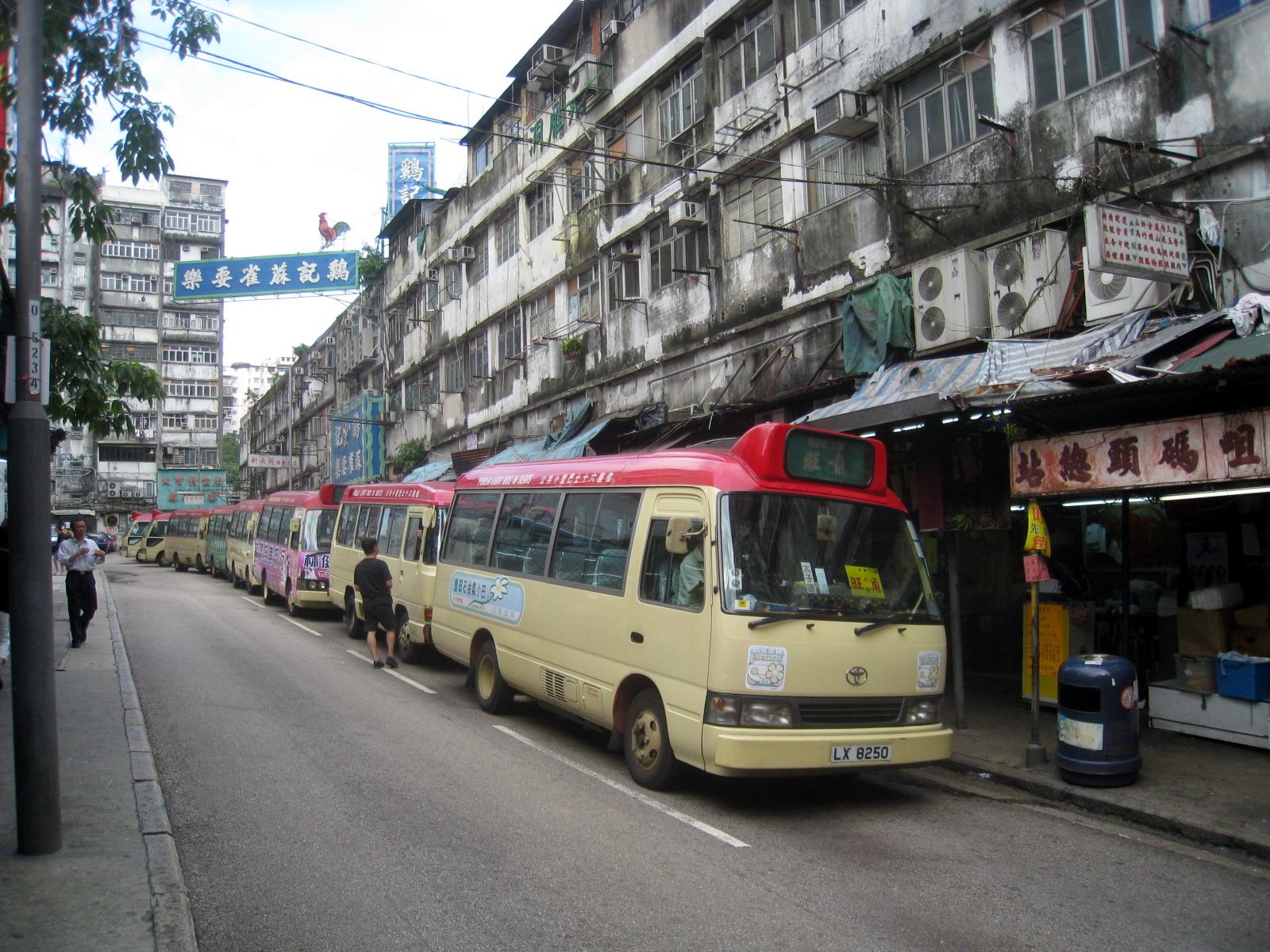
觀塘（仁信里）總站（2009年）

- 裕民坊巴士總站
- 同仁街臨時小販市場
- 觀塘裕民坊公園
- 華義樓對出的休憩處（2009年）
- 觀塘（仁信里）總站（2009年）

## 突發事件
- 2013年11月3日，位處觀塘市中心重建項目第五發展區範圍的裕民大廈發生罕見連環劫案。
- 2020年6月12日晚上9時許發生民建聯黨員斬人血案[16]，青年民建聯委員、民建聯交通政策副發言人及曾任觀塘區議會順天選區社區幹事的民建聯黨員鄺星宇在觀塘裕民坊小巴站使用利刀襲擊市民[17]，導致兩人受傷送院，鄺星宇其後被市民合力制服，警方在警署搜身時發現他非法藏有治療陽痿用藥威而鋼[18]。
- 2021年4月18日，一名日前被執達吏收回單位的商戶不滿被市建局強收舖位，爬上裕民坊天台一度表示要以死控訴，約4小時後被消防員勸服離開，期間張開氣墊戒備。市建局表示19日將會與商戶會面，討論賠償問題。[19]
- 2021年5月4日，市建局派出百多名保安人員與執達吏到觀塘裕民坊進行清場行動，將未肯在限期前搬離的三檔商戶強行抬走。[20]

## 未來發展
為了配合觀塘市中心重建計劃，此道路位處第四、五發展區範圍，將在重建後期封閉，巴士站亦會停用，整個範圍將只有裕民坊休憩公園獲得保留。

## 外部連結
- [] 市建局諮詢重建觀塘市中心 2005年11月4日 - Yahoo! 新聞